# Hebe propinqua
Hebe propinqua é uma espécie de planta do gênero Hebe.